# Lotnisko Ostrów Wielkopolski-Michałków
Lotnisko Ostrów Wielkopolski-Michałków (kod ICAO: EPOM) – cywilne lotnisko sportowe używane przez Aeroklub Ostrowski, położone 6 km na północ od Ostrowa Wielkopolskiego i 10 km na południowy zachód od Kalisza, we wsi Michałków. Od 1969 roku figuruje w ewidencji lotnisk Urzędu Lotnictwa Cywilnego pod poz. 6 (nr rejestracyjny 6).

## Historia
Utworzono je w 1954 roku, kiedy rozwój ówczesnego lotniska Aeroklubu Ostrowskiego na Zacharzewie (powstało w 1914 roku) oraz rozwój samego miasta w kierunku zachodnim zaczęły wzajemnie się blokować.

## Lotnisko Aeroklubu Ostrowskiego
Lotnisko użytku wyłącznego. Operacje lotnicze wyłącznie za pisemną zgodą Zarządzającego. Posiada nawierzchnię trawiastą. Przy lotnisku znajdują się hangary, zespół budynków obsługi lotniska oraz zespół budynków Aeroklubu. Działają tam m.in. klub spadochroniarski oraz kawiarenka. Lotnisko jest pierwszą w Polsce zawodową Spadochronową Strefą Zrzutu (nosi ona nazwę Pyrlandia Boogie i powstała w 2001 roku). W obrębie Michałkowa działają też: Baza Samolotów Gaśniczych oraz Baza Leśna pod Lasem Szczury.

Mapa lotniska

## Śmigłowcowa Baza LPR
18 listopada 2016 roku odbyła się oficjalna inauguracja dyżuru załogi Śmigłowcowej Służby Ratownictwa Medycznego w Ostrowie Wielkopolskim z siedzibą filii LPR na lotnisku Michałków. Baza w Ostrowie Wielkopolskim jest jedną z czterech, których utworzenie zapowiedziano po zakupie w 2015 roku nowych śmigłowców EC135. Załogi dyżurują codziennie od wschodu do zachodu słońca (jednak nie wcześniej niż od godziny 7 i nie dłużej niż do godziny 20) (VFR dzień). Skład załogi śmigłowca ratunkowego to pilot, ratownik medyczny/pielęgniarz i lekarz - Ratownik 21.
Zaplecze bazy w Ostrowie Wielkopolskim jest tymczasowe. Jego elementami są:
- zabudowania kontenerowe posadowione na gruncie dzierżawionym od Aeroklubu Ostrowskiego,
- część pomieszczenia hangarowego wynajmowanego od Aeroklubu,
- cysterna do tankowania śmigłowca,
- płyta przedhangarowa oraz płyta postoju śmigłowca.

Budowa sfinansowana została w części przez Starostwo Powiatowe w Ostrowie Wielkopolskim (remont hangaru i płyty przedhangarowej), w części przez Lotnicze Pogotowie Ratunkowe (roboty budowlane, dostawa cysterny paliwowej, dostawa i najem kontenerów). Baza tymczasowa działać będzie do czasu wybudowania bazy docelowej, która zostanie sfinansowana ze środków Marszałka Województwa Wielkopolskiego, w ramach umowy zawartej z Lotniczym Pogotowiem Ratunkowym 1 marca 2016 roku. Aeroklub Ostrowski umową użyczenia z 1 września 2015 roku przekazał nieruchomość, na której baza ta zostanie pobudowana.

## Zawody
Na Lotnisku Michałków wielokrotnie odbywały się zawody szybowcowe i spadochroniarskie rangi krajowej i międzynarodowej, a piloci, spadochroniarze i modelarze Aeroklubu Ostrowskiego należą do najlepszych w kraju - jego wychowankowie byli pierwszymi w Polsce zdobywcami złotych medali z trzema diamentami, wyróżniano ich wielokrotnie na zawodach w kraju i za granicą. 
Corocznie, w lipcu, organizowane są Zawody o Puchar Prezydenta Miasta Ostrowa w szybownictwie. W 1998 roku odbyły się tu 4. Mistrzostwa Europy w akrobacji szybowcowej, a w 2013 roku odbyły się 17. Mistrzostwa Europy w szybownictwie. Natomiast latach 2001, 2002, 2003, 2004, 2005, 2006 Spadochronowe Mistrzostwa Polski w Akrobacji Zespołowej RW-4.
W dniach 21-22 maja 2011 roku odbył się tu festyn lotniczy "Lotnisko bliżej miasta". Festyn odbył się ponownie w 2012 i 2013 roku i stał się trwałą imprezą cykliczną.

## Przyszły port lotniczy
W roku 2005 powołano fundację, która postawiła sobie za cel budowę betonowego pasa startowego oraz, w przyszłości, utworzenie niewielkiego regionalnego portu lotniczego dla zespołu miast Kalisz-Ostrów-Nowe Skalmierzyce. Partycypują w niej samorządy i przedsiębiorstwa z powiatów: ostrowskiego, kaliskiego i pleszewskiego.

Lotnisko Ostrów Wielkopolski-Michałków
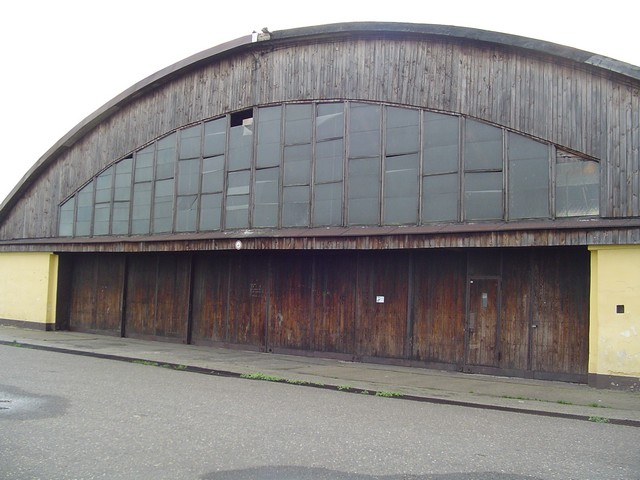
Hangar (czerwiec 2005)
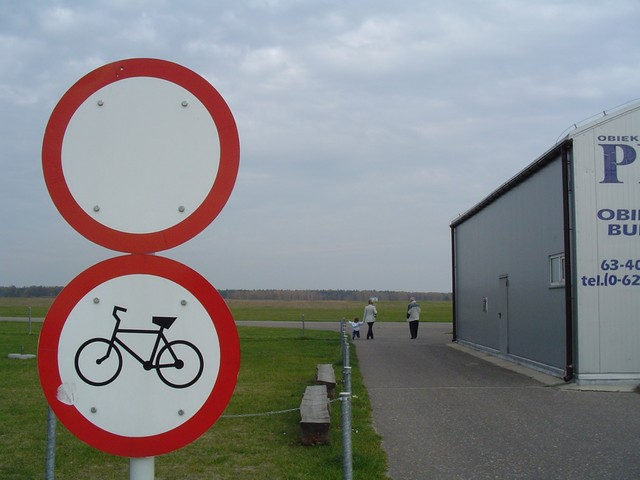
Wejście na płytę lotniska
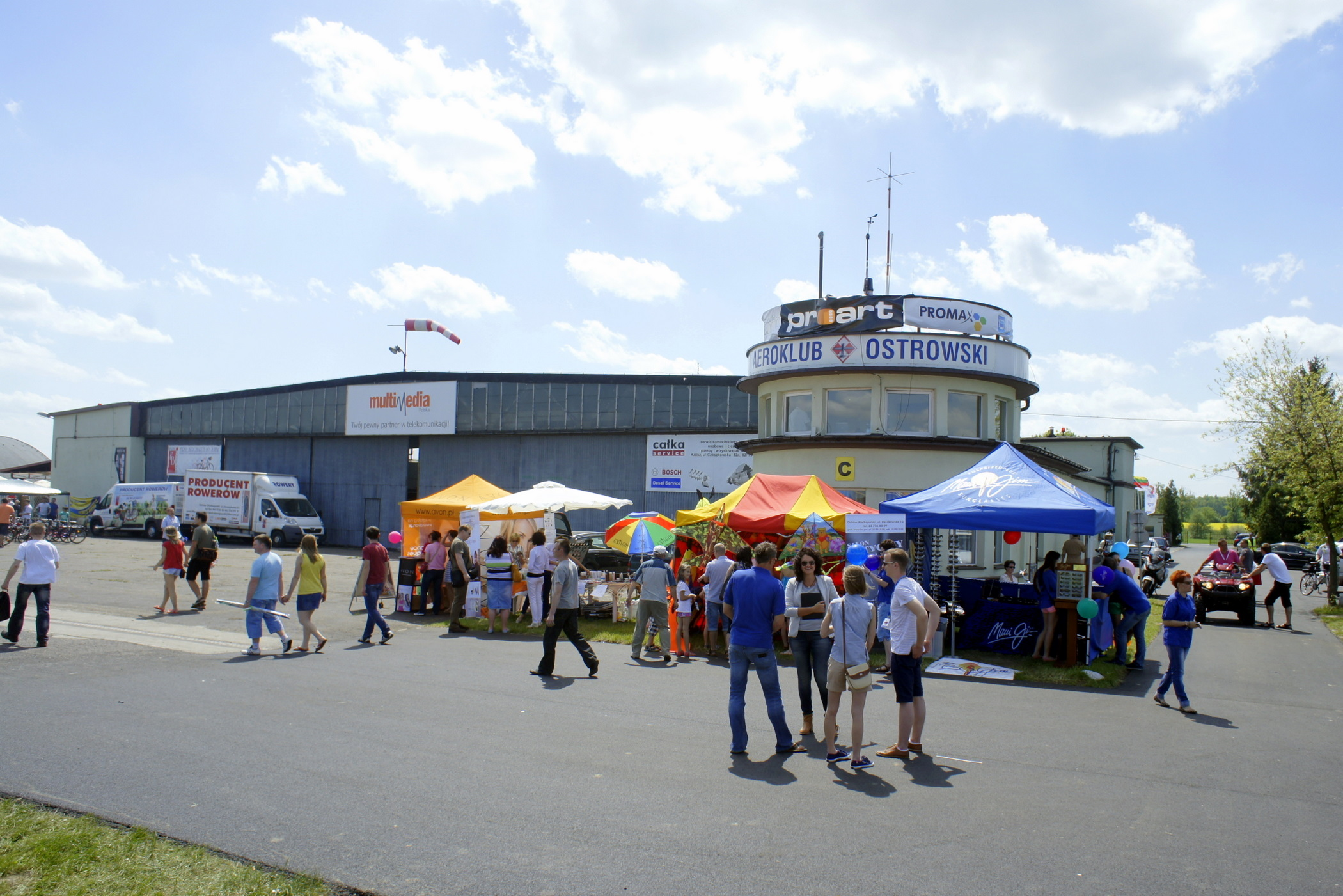
Lotnisko w dniach festynu (maj 2013)